# Raritan (Illinois)
Raritan és una població dels Estats Units a l'estat d'Illinois. Segons el cens del 2000 tenia 140 habitants.

## Demografia
Segons el cens del 2000, Raritan tenia 140 habitants, 59 habitatges, i 44 famílies. La densitat de població era de 540,5 habitants/km².
Dels 59 habitatges en un 35,6% hi vivien nens de menys de 18 anys, en un 64,4% hi vivien parelles casades, en un 6,8% dones solteres, i en un 25,4% no eren unitats familiars. En el 25,4% dels habitatges hi vivien persones soles el 13,6% de les quals corresponia a persones de 65 anys o més que vivien soles. El nombre mitjà de persones vivint en cada habitatge era de 2,37 i el nombre mitjà de persones que vivien en cada família era de 2,82.
Per edats la població es repartia de la següent manera: un 23,6% tenia menys de 18 anys, un 6,4% entre 18 i 24, un 27,9% entre 25 i 44, un 23,6% de 45 a 60 i un 18,6% 65 anys o més.
L'edat mediana era de 41 anys. Per cada 100 dones de 18 o més anys hi havia 91,1 homes.
La renda mediana per habitatge era de 27.917 $ i la renda mediana per família de 30.313 $. Els homes tenien una renda mediana de 21.563 $ mentre que les dones 18.750 $. La renda per capita de la població era de 14.484 $. Cap de les famílies estaven per davall del llindar de pobresa.

## Poblacions més properes
El següent diagrama mostra les poblacions més properes.